# Жеглов, Пётр Иванович
Пётр Иванович Жеглов (1 июля 1929 года, посёлок Новенький, Каменский район, Уральский округ, Казахская АССР — 14 ноября 2012 года, Речица, Гомельская область, Белоруссия) — мастер по сложным работам управления буровых работ «Речицабурнефть» объединения «Белоруснефть» Министерства нефтяной промышленности СССР, Гомельская область, Белорусская ССР. Герой Социалистического Труда (1971). Депутат Верховного Совета Белорусской ССР 8-го созыва.

## Биография
Родился в 1929 году в посёлке Новенький (сегодня — не существует) Уральского округа Казахской АССР. Трудовую деятельность начал 16-летним подростком. С 1945 года — подземный рабочий на Садкинском асфальтитовом руднике в Бугурусланском районе. С 1947 года обучался в школе фабрично-заводского обучения, по окончании которой трудился в Бугурусланской конторе разведочного бурения. С 1949 года — помощник бурового мастера, бурильщик, руководитель вахты бригады буровых работ в тресте «Кинельнефть». Работал в нефтеразведочных партиях в Куйбышевской области. Без отрыва от производства окончил вечернюю среднюю школу, заочное отделение Бугурусланского нефтепромыслового техникума по специальности «техник по бурению нефтяных и газовых установок».
С 1962 года — сменный мастер конторы разведочного бурения № 4 треста «Кинельнефть» в городе Похвистнево, с 1965 года — старший мастер по сложным работам в этом же тресте. С 1968 года — старший мастер по сложным работам, начальник цеха аварийного инструмента конторы глубокого бурения № 1 треста буровых работ «Белоруснефть» в Речице.
Зарегистрировал около 150 рационализаторских предложений, в результата чего значительно возросла производительность труда. Достиг выдающихся трудовых показателей. Досрочно выполнил личные социалистические обязательства и плановые задания Восьмой пятилетки (1966—1970). 30 марта 1971 года Указом Президиума Верховного Совета СССР удостоен звания Героя Социалистического Труда «за выдающиеся заслуги в выполнении заданий пятилетнего плана по добыче нефти и достижение высоких технико-экономических показателей в работе» с вручением ордена Ленина и золотой медали Серп и Молот.
Избирался депутатом Верховного Совета Белорусской ССР 8-го созыва (1971—1975), Речицкого городского Совета народных депутатов.
Проработал в тресте «Белоруснефть» до выхода на пенсию в 2000 году. Проживал в Речице, где скончался в ноябре 2012 года.
Награды и звания
- Герой Социалистического Труда
- Орден Ленина
- Медаль «За трудовое отличие» — дважды (25.06.1954; 19.03.1959)
- Почётная Грамота Президиума Верховного Совета Белорусской ССР (25.12.1978)
- Отличник нефтедобывающей промышленности СССР